# Pouteria sclerocarpa
Pouteria sclerocarpa är en tvåhjärtbladig växtart som först beskrevs av Henri François Pittier, och fick sitt nu gällande namn av Arthur John Cronquist. Pouteria sclerocarpa ingår i släktet Pouteria och familjen Sapotaceae. IUCN kategoriserar arten globalt som nära hotad. Inga underarter finns listade i Catalogue of Life.